# Olletjärnen (Anundsjö socken, Ångermanland)
Olletjärnen är en sjö i Örnsköldsviks kommun i Ångermanland och ingår i Moälvens huvudavrinningsområde. Sjön har en area på 0,0764 kvadratkilometer och ligger 509,6 meter över havet.

## Delavrinningsområde
Olletjärnen ingår i det delavrinningsområde (708241-159839) som SMHI kallar för Mynnar i Grubbmyrbäcken. Medelhöjden är 450 meter över havet och ytan är 10,62 kvadratkilometer. Det finns inga avrinningsområden uppströms utan avrinningsområdet är högsta punkten. Vattendraget som avvattnar avrinningsområdet har biflödesordning 3, vilket innebär att vattnet flödar genom totalt 3 vattendrag innan det når havet efter 117 kilometer. Avrinningsområdet består mestadels av skog (73 procent) och sankmarker (11 procent). Avrinningsområdet har 0,08 kvadratkilometer vattenytor vilket ger det en sjöprocent på 0,7 procent.